# Bộ Bưu (髟)
Bộ Bưu hay Tiêu, bộ thứ 190 có nghĩa là "tóc dài" là 1 trong 8 bộ có 10 nét trong số 214 bộ thủ Khang Hy.
Trong Từ điển Khang Hy có 243 chữ (trong số hơn 40.000) được tìm thấy chứa bộ này.

## Tự hình Bộ Bưu (髟)

Tiểu triện

## Chữ thuộc Bộ Bưu (髟)
| Số nét bổ sung | Chữ                           |
| -------------- | ----------------------------- |
| 0              | 髟/bưu/                       |
| 2              | 髠/khôn/                      |
| 3              | 髡/khôn/ 髢/thế/              |
| 4              | 髣 髤 髥 髦 髧 髨 髩 髪       |
| 5              | 髫 髬 髭 髮 髯 髰 髱 髲 髳 髴 |
| 6              | 髵 髶 髷 髸 髹 髺 髻 鬇       |
| 7              | 髼 髽 髾 髿 鬀 鬁 鬂          |
| 8              | 鬃 鬄 鬅 鬆 鬈                |
| 9              | 鬉 鬊 鬋 鬌 鬍 鬎 鬏          |
| 10             | 鬐 鬑 鬒 鬓                   |
| 11             | 鬔 鬕 鬖 鬗 鬘 鬝             |
| 12             | 鬙 鬚 鬛 鬜                   |
| 13             | 鬞 鬟 鬠                      |
| 14             | 鬡 鬢                         |
| 15             | 鬣                            |
| 17             | 鬤                            |